# Ruder-Europameisterschaften 2018 – Doppelvierer (Männer)

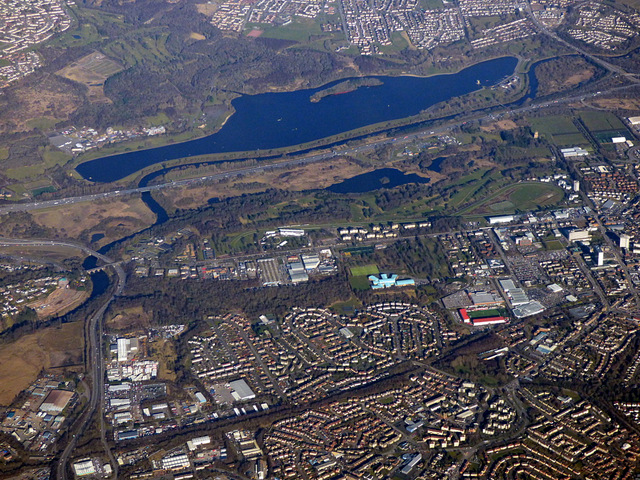
Luftbild der Regattastrecke Strathclyde Loch

Im Rahmen der Ruder-Europameisterschaften 2018 wurde zwischen dem 2. und 4. August 2018 der Wettbewerb im Doppelvierer der Männer auf der Regattastrecke Strathclyde Loch ausgetragen. Es nahmen insgesamt neun Mannschaften teil und der Wettbewerb bestand aus zwei Vorläufen, einem Hoffnungslauf sowie zwei Finals.

## Mannschaften
| Nation         | Ruderer                                                                     |
| -------------- | --------------------------------------------------------------------------- |
| Estland        | Kaur Kuslap Allar Raja Sten-Erik Anderson Kaspar Taimsoo                    |
| Frankreich     | Mickael Marteau Alberic Cormerais Romuald Thomas Maxime Ducret              |
| Großbritannien | John Collins Jonathan Walton Graeme Thomas Thomas Barras                    |
| Italien        | Filippo Mondelli Andrea Panizza Luca Rambaldi Giacomo Gentili               |
| Litauen        | Dovydas Nemeravičius Saulius Ritter Rolandas Maščinskas Aurimas Adomavičius |
| Niederlande    | Dirk Uittenbogaard Stefan Broenink Koen Metsemakers Abe Wiersma             |
| Polen          | Dominik Czaja Wiktor Chabel Szymon Pośnik Maciej Zawojski                   |
| Russland       | Artem Kosov Alexander Vyazovkin Nikolai Pimenow Pawel Sorin                 |
| Ukraine        | Dmytro Michai Sergii Gryn Oleksandr Nadtoka Ivan Dovgodko                   |

### Vorläufe
Die beiden Vorläufe wurden am 2. August 2018 ausgetragen. Die beiden bestplatzierten der Vorläufe qualifizierten sich direkt für das A-Finale, während die anderen über den Hoffnungslauf die Möglichkeit hatten, sich für das A-Finale zu qualifizieren. 

#### Vorlauf 1
| Platz | Namen                                         | Nation         | Zeit (min) | Qualifikation |
| ----- | --------------------------------------------- | -------------- | ---------- | ------------- |
| 1     | Uittenbogaard, Broenink, Metsemakers, Wiersma | Niederlande    | 5:47,78    | A-Finale      |
| 2     | Collins, Walton, Thomas, Barras               | Großbritannien | 5:49,46    | A-Finale      |
| 3     | Kosov, Kosov, Pimenow, Sorin                  | Russland       | 5:52,58    | Hoffnungslauf |
| 4     | Nemeravičius, Ritter, Maščinskas, Adomavičius | Litauen        | 5:54,43    | Hoffnungslauf |
| 5     | Marteau, Cormerais, Thomas, Ducret            | Frankreich     | 6:38,72    | Hoffnungslauf |

#### Vorlauf 2
| Platz | Namen                                | Nation  | Zeit (min) | Qualifikation |
| ----- | ------------------------------------ | ------- | ---------- | ------------- |
| 1     | Mondelli, Panizza, Rambaldi, Gentili | Italien | 5:48,13    | A-Finale      |
| 2     | Czaja, Chabel, Pośnik, Zawojski      | Polen   | 5:49,98    | A-Finale      |
| 3     | Michai, Gryn, Nadtoka, Dovgodko      | Ukraine | 5:53,16    | Hoffnungslauf |
| 4     | Kuslap, Raja, Anderson, Taimsoo      | Estland | 6:02,53    | Hoffnungslauf |

### Hoffnungslauf
Der Hoffnungslauf wurde am 3. August 2018 ausgetragen. Die beiden bestplatzierten Mannschaften qualifizierten sich für das A-Finale. Die restlichen Starter ruderten im B-Finale um die weiteren Plätze. 
| Platz | Name                                          | Nation     | Zeit (min) | Qualifikation |
| ----- | --------------------------------------------- | ---------- | ---------- | ------------- |
| 1     | Nemeravičius, Ritter, Maščinskas, Adomavičius | Litauen    | 5:45,31    | A-Finale      |
| 2     | Michai, Gryn, Nadtoka, Dovgodko               | Ukraine    | 5:45,73    | A-Finale      |
| 3     | Kosov, Vyazovkin, Pimenow, Sorin              | Russland   | 5:49,00    | B-Finale      |
| 4     | Marteau, Cormerais, Thomas, Ducret            | Frankreich | 5:56,54    | B-Finale      |
| 5     | Kuslap, Raja, Anderson, Taimsoo               | Estland    | 6:01,17    | B-Finale      |

### Finalläufe
Die beiden Finalläufe wurden am 4. August durchgeführt. 

#### A-Finale
| Platz | Name                                          | Nation         | Zeit (min)  | Zeit (min)  | Zeit (min)  | Zeit (min) |
| Platz | Name                                          | Nation         | 0500 m      | 1000 m      | 1500 m      | 2000 m     |
| ----- | --------------------------------------------- | -------------- | ----------- | ----------- | ----------- | ---------- |
| 1     | Mondelli, Panizza Rambaldi, Gentili           | Italien        | 1:23,04 (3) | 2:48,33 (1) | 4:15,03 (1) | 5:41,92    |
| 2     | Nemeravičius, Ritter Maščinskas, Adomavičius  | Litauen        | 1:24,29 (5) | 2:51,11 (5) | 4:18,85 (5) | 5:43,40    |
| 3     | Czaja, Chabel, Pośnik, Zawojski               | Polen          | 1:22,78 (2) | 2:49,09 (2) | 4:17,05 (2) | 5:43,88    |
| 4     | Michai, Gryn, Nadtoka, Dovgodko               | Ukraine        | 1:22,74 (1) | 2:49,73 (3) | 4:17,64 (3) | 5:43,90    |
| 5     | Uittenbogaard, Broenink, Metsemakers, Wiersma | Niederlande    | 1:24,13 (4) | 2:51,00 (4) | 4:18,56 (4) | 5:47,31    |
| 6     | Collins, Walton, Thomas, Barras               | Großbritannien | 1:24,73 (6) | 2:52,18 (6) | 4:20,24 (6) | 5:50,27    |

#### B-Finale
| Platz | Name                               | Nation     | Zeit (min) |
| ----- | ---------------------------------- | ---------- | ---------- |
| 7     | Kosov, Vyazovkin, Pimenow, Sorin   | Russland   | 5:56,58    |
| 8     | Marteau, Cormerais, Thomas, Ducret | Frankreich | 5:58,54    |
| 9     | Kuslap, Raja, Anderson, Taimsoo    | Estland    | 6:07,72    |